# Марфіно (район Москви)
Марфіно (рос. Марфино) — адміністративний район в Москві, входить до складу Північно-Східного адміністративного округу. Населення станом на 1 січня 2017 року — 33640 чол., площа 2,26 км²
Район утворено 5 липня 1995 року.

На території району розташовані станції метро Владикіно та  Окружна (будується)